# Uniforme de la selección de fútbol de Serbia
Apodado Los Azules, los diversos equipos yugoslavos del siglo XX llevaban un uniforme principalmente azul. Esto se combinó con shorts cortos blancos y calcetas rojas, imitando la bandera tricolor azul-blanca-roja. A medida que Serbia y Montenegro continuaban con esta tradición azul-blanca-roja, se consideró apropiado que un equipo serbio recientemente independiente adoptara un esquema de coloración diferente.
Serbia finalmente adoptó camisas rojas, pantalones cortos azules y medias blancas, en paralelo con el tema rojo primario adoptado por otros equipos deportivos nacionales. Tal aspecto también se basó en un arreglo de bandera tricolor, aunque esta vez inspirado en la bandera de Serbia. El primer equipo de casa presentaba camisas rojas con ribetes azules y blancos, mientras que se incorporó un motivo cruzado antes de la Copa Mundial de Fútbol 2010. Tomado del escudo de armas del país, permaneció en los uniformes hasta 2014. En los últimos años, en parte debido a las regulaciones cada vez más estrictas de choque de uniformes de la FIFA, Serbia ha utilizado uniformes completamente rojos, abandonando el azul por completo.
Los uniformes de visitante de Serbia son tradicionalmente blancos, con un borde rojo y azul.
La insignia de la Asociación de Fútbol de Serbia está inspirada en el escudo del escudo de armas serbio. Cuenta con una versión modificada de los cuatro firesteels, un emblema histórico serbio, con la incorporación de una pelota de fútbol.

### Apodos
Serbia recibe el sobrenombre de 'las águilas' (Orlovi / Орлови). El nombre se refiere al águila bicéfala blanca que se encuentra en el escudo de armas de Serbia, un símbolo nacional de Serbia.

## Evolución del Uniforme

### Proveedores
En julio de 2014, se anunció una asociación entre la Asociación de Fútbol de Serbia y el fabricante inglés Umbro, que es el proveedor oficial de Serbia antes de que Puma se hiciera cargo de sus equipos locales y fuera, debutando el 7 de septiembre de 2014 en el partido amistoso contra Francia. El 7 de septiembre de 2014, Serbia presentó sus últimos kits también usados en la campaña de clasificación de la UEFA Euro 2016.
| Marca   | Periodo       |
| ------- | ------------- |
| Adidas  | 1974–1976     |
| Puma    | 1977–1981     |
| Adidas  | 1981–2001     |
| Lotto   | 2002–2006     |
| Nike    | 2006–2014     |
| Umbro   | 2014–2018     |
| Puma    | 2018–2025     |
| Capelli | 2025-presente |
|         |               |

### Historial

#### Yugoslavia 1920–1992
| Uruguay 1930 | 1950–1962 | Alemania 1974 | España 1982 | Eurocopa 1984 | Italia 1990 | Italia 1990 Visita |

#### RF Yugoslavia/Serbia y Montenegro 1992–2006
| 1996-1998 | 1996-98     | 1998-2000 | 1998-2000 Visita | 2000-2002 | 2000-2002 | 2002-2004 | 2002-2004 |
| 2006      | 2006 Visita |           |                  |           |           |           |           |

#### Uniforme Titular
| 2006–2008   | 2008–2010 | 2010–2012 | 2012–2014 | 2014–2016 | 2016–2018 | 2018-2020 | 2020-2022 | 2022-2024 |
| 2024-Actual |           |           |           |           |           |           |           |           |

#### Uniforme Visita
| 2008-2010 | 2010–2012 | 2012-2014 | 2014-2016 | 2016-2018 | 2018-2020 | 2020-2022 | 2022-2024 | 2024-Actual |